# Scribd
Scribd — интернет-сервис облачного хранения документов. На ресурсе размещено более 195 миллионов документов. В 2008 году был запущен сервис iPaper, который позволяет пользователям включать документы в интернет-страницы. В 2009 году в рамках проекта был открыт Scribd Store, позволявший авторам текстов размещать свои тексты для продажи и оставлять себе 80 % прибыли.

## Технологии
Изначально RIA-компоненты сайта разрабатывались с использованием технологии Adobe Flash, но в мае 2010 года руководство проекта заявило о начале перехода с Flash на связку HTML5+JavaScript для соответствия веб-стандартам.

## Социальная составляющая
Сервис обладает социальной составляющей, позволяя создавать списки авторов и читателей, отслеживая их активность. В Scribd реализована интеграция с социальной сетью Facebook и службой микроблоггинга Twitter, позволяя пользователям транслировать свою активность в другие сетевые профили.